# Leptogaster multicincta
Leptogaster multicincta är en tvåvingeart som beskrevs av Walker 1851. Leptogaster multicincta ingår i släktet Leptogaster och familjen rovflugor. Inga underarter finns listade i Catalogue of Life.